# Max Whitlock
Max Antonius Whitlock (* 13. ledna 1993) je anglický sportovní gymnasta soutěžící za Velkou Británii na světové, olympijské a evropské úrovni a za Anglii na Hrách Commonwealthu.
V roce 2012 byl součástí prvního britského mužského gymnastického týmu, který vyhrál mistrovství Evropy, a prvního britského mužského týmu, jenž po 100 letech získal medaili na olympijských hrách. V roce 2014 byl součástí anglického týmu, který vyhrál Hry Commonwealthu.
V individuálních soutěžích Whitlock získal bronzovou medaili z koně našíř na Letních olympijských hrách 2012 a stříbro na stejném nářadí na mistrovství světa 2013. V roce 2014 se stal mistrem Evropy jak v prostných, tak v koni našíř, a získal individuální titul z prostných i víceboji na Hrách Commonwealthu. V roce 2014 Whitlock také získal stříbrnou medaili ve víceboji na mistrovství světa ve sportovní gymnastice, když srovnal výkon Daniela Keatingse jakožto nejlepšího britského gymnasty ve světové soutěži ve víceboji.
Na mistrovství světa ve sportovní gymnastice roku 2015 ve skotském Glasgow se stal prvním britským mužem, který kdy vyhrál zlatou medaili ze světového šampionátu, když dosáhl skóre 16,133 na koni našíř.